# Чамлыбель, Фарук Нафиз
Фарук Нафиз Чамлыбель (тур. Faruk Nafiz Çamlıbel; 18 мая 1898, Стамбул — 8 ноября 1973, Стамбул) — турецкий поэт, педагог, журналист, драматург, переводчик и политик.

## Биография
Родился в Стамбуле. Учился на медицинском факультете; не закончив его, занялся поэзией. В 1946 году был избран в парламент. Неоднократно переизбирался, после переворота 1960 года был арестован и без предъявления каких либо обвинений 16 месяцев содержался в тюрьме. После освобождения больше не занимался политической деятельностью.
Умер 8 ноября 1973 года во время поездки по морю. Похоронен на кладбище Зинджирликую.

## Творчество
Фарук — представитель «милли джереян Эдебияти» (литература национального течения). В первый период своего творчества Фарук, как и многие другие, видел «национальность» прежде всего в языке и поэтической форме. Приняв национальную метрику стиха «хидже везни», он однако не бросил и арабской стихотворной метрики «аруз», бывшей основной в турецкой литературе предыдущих эпох. Фарук, сохраняя «аруз» наряду с «хидже», употреблял их в зависимости от характера тематики.
Первый период творчества характеризуется любовно-лирическими стихами, в которых поэт воспевал женщин в своеобразном сказочном стиле, но и в этом Фарук не всегда был оригинальным, обнаружив яркое влияние Дженаб Шехабеддина, особенно Яхьи Кемаля и некоторых французских поэтов-импрессионистов. В тот период социальные темы его не интересовали.
Второй период творчества Фарука коренным образом отличается от первого. Место красавиц и легендарных девушек в его стихах занимают отверженные, беспризорные, бедняки-крестьяне и т. п. Обращаясь к своему несуществующему сыну, Фарук говорил: «Я счастлив, что ты не родился и не будешь рожден, чтобы быть рабом». Вместе с тем для творчества того периода характерен пессимизм, толкающий его даже к мыслям о самоубийстве.
В том периоде своего творчества он уже далёк от подражания другим; он всё более укреплял и развивал свой стиль и становился оригинальным поэтом. Его язык ясен и вполне понятен широким массам читателей.
Фарук занимался и драматургией: перевёл с французского и сам написал ряд пьес. В своей драме в стихах «Джанавар» (Зверь) показал борьбу между обогащающимся кулаком и беднеющим середняком, причём симпатии поэта на стороне последнего.